# Kecamatan Samigaluh
Kecamatan Samigaluh är ett distrikt i Indonesien. Det ligger i den västra delen av landet, 400 km öster om huvudstaden Jakarta.